# Sylvia Judith Bertrand
Sylvia Judith Bertrand (1930 - 7 tháng 6 năm 2009) là một công chức người Dominican, người đã tiếp tục lấy bằng luật ở Dominica và làm Giám đốc Công tố. Bà từng là Tổng luật sư cho Dominica và sau đó là Thẩm phán Tòa án tối cao cho Antigua and Barbuda, Saint Vincent và Grenadines và Quần đảo Virgin thuộc Anh tại Tòa án tối cao Đông Caribbe.

## Thơ ấu
Sylvia Judith Bertrand sinh năm 1930  tại Portsmouth, Dominica đến Octavia (nhũ danh Savarin) và Tyrill Bertrand. Sau khi học tiểu học ở Portsmouth, bà theo học tại trường trung học Convent ở Roseau, nơi bà xuất sắc trong thể thao. Bà tham gia Đội bóng rổ quốc gia và là một trong những người sáng lập vào năm 1950 của Câu lạc bộ bóng rổ Dominica.

## Sự nghiệp
Năm 1956, Bertrand bắt đầu làm phóng viên tòa án trong nền công vụ thuộc địa. Bà đã làm việc trong một số Ủy ban điều tra, bao gồm vụ giết người trong Ngày lễ hội 1958 ở La Plaine và vụ cháy Ngày lễ hội 1963. Công việc của bà khuyến khích bà tìm kiếm sự giáo dục chuyên sâu hơn trong lĩnh vực của mình và vào năm 1965, bà đã từ chức và chuyển đến Anh, nơi bà cư trú với anh trai Hubert, để tìm kiếm một văn bằng luật. Sau khi hoàn thành việc học của mình, Bertrand trở lại Dominica  và vào ngày 4 tháng 10 năm 1969, được nhận vào quán bar để hành nghề luật ở Dominica.
Năm 1980, với cuộc bầu cử, Eugenia Charles làm Thủ tướng của Dominica, Bertrand, lúc đó đang giữ chức Giám đốc Công tố, đã tham gia vào việc truy tố các lực lượng khác nhau liên quan đến cuộc đảo chính chống lại chính quyền của Charles.    truy tố thành công của bà trong các bên tham gia, dẫn đến độ cao Bertrand như Luật Sư chung của Dominica vào năm 1982. Người phụ nữ đầu tiên giữ chức, bà phục vụ đến năm 1984, khi bà được giao nhiệm vụ như một thẩm phán cấp dưới ở Saint Vincent and Grenadines, trở thành nữ thẩm phán đầu tiên của Saint Vincent.
Bertrand được xác nhận vào năm 1985 với tư cách là Thẩm phán Tòa án tối cao đại diện cho Antigua and Barbuda, Saint Vincent và Grenadines và Quần đảo Virgin thuộc Anh cho Tòa án Tối cao Đông Caribê. Phục vụ trong bảy năm, bà nghỉ hưu năm 1992 và sau đó trở về Dominica, nơi bà giữ chức Chủ tịch Ủy ban An sinh Xã hội từ năm 1994 đến 1996.

### Trích dẫn
1. ↑  Annual Report 2009, tr. 3.
2. 1 2 3 4  André 2009.
3. 1 2  Brathwaite 1999, tr. 280.
4. ↑  The Gleaner & ngày 31 tháng 7 năm 1981, tr. 25.
5. ↑  The Gleaner & ngày 15 tháng 8 năm 1981, tr. 24.
6. 1 2  Annual Report 2009, tr. 55.